# くるめき/Sexus
「くるめき/Sexus」(くるめき/セクサス)は、MORRIEのプロジェクト、Creature Creatureの5作目のシングル。2012年8月8日、Psyche Recordsより発売。両A面。

## 収録曲
1. 「くるめき」 (作詞：MORRIE、作曲：HIRO) – 4:31
  - 歌詞のテーマは「死後の世界」で前作「楽園へ」から繋がっている。タイトルは「きらめき」の意でありラブソングでもある。
  - 曲はMorrieの歌をサビで最大限に生かせるようにとそこから作られた。Morrieが歌う中でも最も低い声が聞ける曲。
  - MVは『PHANTOMS』(2012)初回限定盤に収録。
2. 「Sexus」(作詞・作曲：MORRIE) – 4:12
  - 2009年に披露されたがしばらくお蔵入りしていた曲。アレンジは当時のまま収録された。
  - タイトルはラテン語で性、テーマはセックス。
  - ギターはバッキングがShinobu、ソロがHIRO、MORRIEの演奏も収録されている。

## 参加ミュージシャン
- MORRIE - ヴォーカル
- HIRO - ギター
- Shinobu - ギター
- 人時 - ベース
- Sakura - ドラム